# Liste de groupes amateurs et associations liés au visual novel ou sound novel par langue
Liste de groupes amateurs et associations liés au roman vidéoludique ou sound novel par langue
Cette liste de groupes amateurs et associations liés au visual novel ou sound novel par langue (il est également possible d'utiliser le terme français de visual novel, roman vidéoludique) recense des groupes d'amateurs et des associations notables ayant des activités liées au visual novel ou sound novel.

## Création

### Créateurs anglophones
(ordre alphabétique)

#### Four Leaf Studios
Four Leaf Studios est un groupe d'amateurs américains. Leur seul jeu connu par le plus grand nombre est Katawa Shoujo. Ce jeu est très célèbre à l'international et a marqué la communauté des fans de visual novels et OELVNs.

### Créateurs japonophones
(ordre alphabétique)

#### 07th Expansion
Ancien cercle d'amateurs japonais devenu l'entreprise éponyme. Leurs jeux les plus connus sont les jeux de leur série When They Cry.

#### TYPE-MOON
Ancien cercle d'amateurs japonais devenu l'entreprise éponyme. Leurs jeux les plus connus sont Fate/stay night et Tsukihime.

## Traduction

### Traducteurs anglophones
(ordre alphabétique)

#### Amaterasu Translations
Le groupe Amaterasu Translations est un groupe fondé en 2009 par l'internaute Ixrec après avoir terminé sa traduction de Moon., envisageant alors de traduire Cross Channel. Mis à part ces deux jeux, le groupe a traduit d'autres jeux célèbres tels que Muv-Luv, Muv-Luv Alternative, ou bien encore Rewrite ; ils ont également traduit une série moins connue, la série de visual novels What a Beautiful. Les membres les plus actifs du groupe sont Ixrec en tant que traducteur, kingshriek et Nagato en tant que responsables de la partie technique (rétro-ingénierie des jeux, etc.), Vodka et RoXas en tant qu'éditeurs d'images et Vodka est parfois membre de la branche contrôle qualité, accompagné par linktriforce007 et Raide, membres actifs de la branche contrôle qualité. Amaterasu Translations fourni le plus souvent les scripts japonais et anglais, notamment pour aider un maximum de personnes à traduire les jeux concernés en leur langue natale ; le groupe est prêt à fournir tous les outils qu'ils ont utilisés sur demande. Le groupe n'est plus actif depuis leur dernière traduction datant de 2014.

#### insani

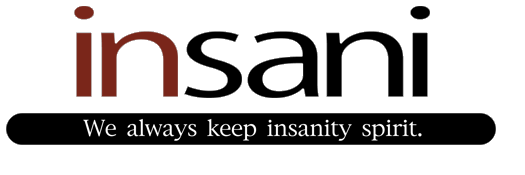
Logo de l'insani.

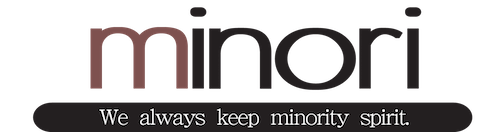
Logo de minori.

Le groupe insani est un groupe fondé en août 2004 par Seung « gp32 » Park, composé de traducteurs amateurs anglophones de visual novels qui maintenaient la branche anglaise d'ONScripter, ONScripter-EN, organisaient le festival al|together, qui est un marathon de traduction amatrice et qui a traduit des titres avec d'autres fans comme Peter « Haeleth » Jolly comme Narcissu ou encore Planetarian ～chiisana hoshi no yume～,. Le nom du groupe et son slogan est une parodie de minori et de leur slogan ; ainsi, minori et leur slogan « We always keep minority spirit. » deviennent, après parodie, l'insani et leur slogan « We always keep insanity spirit. », le logo reste le même, adapté à l'insani. Le terme « insanity » (litt. « insanité, folie, démence ») a été choisi pour parodier le fait que minori censurait à tout prix quiconque tentait de modifier leurs jeux, y compris ceux qui développaient des outils plus généraux, ne visant pas particulièrement les jeux de minori ; par exemple, c'est ainsi que l'outil ExtractData a dû être cessé d'être développé et distribué en 2009 à la suite de poursuites judiciaires. Le groupe insani est composé de différentes divisions, le groupe principal, américain, et le groupe australien, insani Australia. Leur première traduction fut celle de Wind -A Breath of Heart- en collaboration avec le groupe No Name Losers.
Prônant une éthique anti-piratage, l'insani ne traduit des jeux entiers que lorsqu'ils sont gratuits ; si ça n'est pas le cas, seule la version démo du jeu est traduite, parfois en collaboration avec d'autres groupes de traducteurs amateurs,.

##### al together
Le festival al|together — parfois abrégé « a|t » — est un marathon de traduction amatrice fondé par l'insani. Il y a eu trois éditions du festival, une édition 2005, une 2006 et une 2008. L'édition 2005 et 2008 a été dirigée par Seung « gp32 » Park, un des cofondateurs de l'insani tandis que l'édition 2006 a été dirigée par Peter « Haeleth » Jolly, un traducteur indépendant, mais proche de l'insani de par de multiples collaborations comme pour la traduction du jeu Narcissu,. L'édition 2006 a été hébergée sur le site de Haeleth, malheureusement désarchivé intentionnellement. L'édition de 2005, « Synaesthesia everywhere », s'étala sur 30 jours et fut composé de 9 participants, dont plusieurs notables comme Shii, précurseur ayant influencé des sites tels que TLWiki avec son index de traductions amatrices mais encore AstCd2, traducteur relativement connu, cofondateur de la plus connue équipe Mirror Moon,,. L'édition de 2006, « lumine claro », fut dirigée et hébergée par Haeleth, mais, son site étant désarchivé, il est nécessaire de se rendre sur un site miroir. Cette édition s'est déroulée du 19 juillet 2006, 0 h 0 UTC au 18 août 2006, 23 h 59 UTC ; 14 personnes produisirent 14 traductions — en excluant la « phase précurseur » où l'insani traduit 2 jeux,. Parmi les participants, on retrouve certaines personnes relativement connues précédemment citées comme Shii et AstCd2,. L'édition de 2008, « Cross the rubicon », s'étala sur 6 jours et regroupa 5 participants ; 6 jeux furent traduits pendant cette édition. De par la cessation des activités de l'insani, le festival n'existe plus.

#### Mirror Moon
Mirror Moon est un groupe d'amateurs anglophones fondé par cofondé AstCd2 en 2006 à l'origine pour traduire le jeu Tsukihime également connu pour avoir traduit des jeux comme Utawareru mono et des jeux de TYPE-MOON comme Fate/stay night,.

#### No Name Losers
Le groupe No Name Losers — également abrégé en « NNL » — est un groupe de traducteurs amateurs américains fondé en 2002 ayant cessé ses activités en 2013 ; ils n'ont que traduit des jeux de la société minori et sont relativement connus pour leurs traductions de jeux comme ef - a fairy tale of the two ou encore la version démo d'Eden* et une traduction complète du jeu Wind -A Breath of Heart-, pour ce dernier en collaboration avec l'insani, la première traduction des deux groupes,,.

#### Sekai Project
Ancien groupe de traducteurs amateurs américains devenu l'entreprise éponyme. Ce groupe avait pour but initial de traduire le jeu School Days en anglais.

### Traducteurs francophones
(ordre alphabétique)

#### Kawa-Soft
Kawa-Soft — précédemment connu sous le nom de Kawa Team — est une association fondée le 20 août 2008 ayant pour but la « Promotion des visual-novel et, par extension, la culture visuelle nippone en France. »
À l'origine, les membres de l'association sont issus (en partie) de l’équipe qui a participé à la traduction de Narcissu, la Kawa Team.
Le nom de l'association provient d'un jeu de mots : « Kawa est un jeu de mots que deux fondateurs ont trouvé très drôle [...] avec le japonais, à savoir qu’il signifie rivière. Kawa se prononçant comme caoua, il y avait ici une allusion au flot continu de caféine nécessaire pour rester éveiller pendant les longues nuits de traduction. ».

##### Actions de l'association
Kawa-Soft traduit des visual novels et des dōjinshi avec l'accord de leur(s) auteur(s) et les distribue sur leur site internet et en conventions.

###### Historique des traductions de l'association
| Produit traduit                                                           | Type de produit              | Auteur(s)                 | Année |
| ------------------------------------------------------------------------- | ---------------------------- | ------------------------- | ----- |
| Narcissu                                                                  | visual novel (kinetic novel) | Stage-Nana                | 2009  |
| True Remembrance (en)                                                     | visual novel                 | Satomi Shiba              | 2010  |
| Katawa shoujo (acte 1)                                                    | visual novel                 | Four Leaf Studios         | 2010  |
| Narcissu: Side 2nd                                                        | visual novel (kinetic novel) | Stage-Nana                | 2011  |
| The Elevator                                                              | visual novel                 | Cyanide Tea               | 2012  |
| Sugar's Delight                                                           | visual novel                 | Neko ☆ Soft               | 2012  |
| Katawa shoujo (version complète)                                          | visual novel                 | Four Leaf Studios         | 2013  |
| World End Economica Episode 1                                             | visual novel                 | Isuna Hasekura            | 2013  |
| Nachtigal                                                                 | visual novel                 | Cyanide Tea               | 2014  |
| Sound of Drop -fall into poison-                                          | visual novel                 | aiueo Kompany             | 2016  |
| World End Economica Episode 2                                             | visual novel                 | Isuna Hasekura            | 2017  |
| Planetarian HD                                                            | visual novel (kinetic novel) | Key                       | 2017  |
| Azucolle                                                                  | dōjinshi                     | D-heaven                  | 2018  |
| Pour le Japon                                                             | dōjinshi                     | D-heaven                  | 2018  |
| La cent-unième Atago                                                      | dōjinshi                     | D-heaven                  | 2018  |
| La légende des ***** -Est-ce mal de s'imaginer dans un donjon érotique ?- | dōjinshi                     | Red Ribbon Revenger       | 2018  |
| Mother's Warmth                                                           | dōjinshi                     | Red Ribbon Revenger       | 2018  |
| Ainsi parlait Warspite                                                    | dōjinshi                     | « Ido » du cercle Idonchi | 2019  |
| Trust My Lies                                                             | dōjinshi                     | Kid                       | 2019  |
| Idol Manager (en)                                                         | visual novel                 | Glitch Pitch              | 2022  |
| World End Economica Episode 3                                             | visual novel                 | Isuna Hasekura            | 2022  |
| Kuso camp                                                                 | dōjinshi                     | Alluvial comet            | 2023  |
| Factory of Nekoi 01                                                       | dōjinshi                     | Once only                 | 2023  |

###### Collaboration avec des entreprises professionnelles
Kawa-Soft collabore également avec des entreprises professionnelles du milieu des visual novels comme Sekai Project ou encore Key.
Kawa-Soft aide Key à adapter ses visual novels en français comme Planetarian. La collaboration entre Kawa-Soft et Sekai Project consiste à héberger des traductions françaises produites par Kawa-Soft sur les pages Steam des jeux traduits édités par Sekai Project.

#### Tsukiyo Novel
Tsukiyo Novel est un groupe de traducteurs amateurs fondé en 2010, le groupe traduit de l'anglais au français et a traduit majoritairement des visual novels occidentaux peu connus,. Chaque traduction est autorisée soit par l'ayant droit soit par l'équipe de traduction anglaise si l'ayant droit est injoignable, soit l'ayant-droit a déclaré explicitement que toute traduction amatrice est tolérée. Le groupe était lié au site web Visual Test avant sa fermeture. En 2013, « l'équipe s'est [...] disloquée pendant la traduction de ce visual novel [Memo] », la traduction est tout de même sortie et le groupe a cessé ses activités depuis.

#### White Dream
La White Dream est un groupe de traducteurs amateurs fondé le 3 juillet 2010 ayant traduit les jeux Planetarian ～chiisana hoshi no yume～, Kanon et Ripples — la traduction de Ripples est en collaboration avec le groupe Tsukiyo Novel,. La White Dream a cessé ses activités.

### Traducteurs italophones
(ordre alphabétique)

#### All-Ice Team
La All-Ice Team est un groupe de traducteurs amateurs travaillant sur les séries Danganronpa et Zero Escape (en)).

#### Ars Magica
L'Ars Magica est un groupe de traducteurs amateurs ayant traduit les jeux Umineko no naku koro ni (le jeu complet et les jeux Hane et Tsubasa) ainsi que la version démo de Rose Guns Days (en).

#### CTH Translations
CTH Translations (Climbing The Hill Translations) est un groupe de traducteurs amateurs fondé en 2017 travaillant sur de nombreux visual novels connus tels que Rewrite, Ever 17: The Out of Infinity, [...] ainsi que Clannad et Planetarian ～chiisana hoshi no yume～ en collaboration avec le groupe GoS Ita.

#### GoS Ita
GoS Ita (abréviation de Girlfriend of Steel Ita, Neon Genesis Evangelion: Girlfriend of Steel étant leur première traduction) est un groupe de traducteurs amateurs fondé a priori environ en 2005 travaillant sur de nombreux visual novels connus et moins connus tels que Clannad, Planetarian ～chiisana hoshi no yume～, Toradora Portable!, Neon Genesis Evangelion: Girlfriend of Steel et Neon Genesis Evangelion: Girlfriend of Steel 2nd.

#### Open The Steins Gate
Open The Steins Gate est un groupe de traducteurs amateurs popularisant la série Science Adventure en Italie en traduisant les jeux Steins;Gate et Chaos;Head Noah ainsi que d'autres contenus liés à la série et en soutenant d'autres groupes comme le groupe Committee Of Elite qui a traduit en italien Steins;Gate Elite,.

### Traducteurs lusophones
(ordre alphabétique)

#### VNX+
VNX+ est un groupe de traducteurs amateurs travaillant sur de nombreux visual novels connus tels que Katawa Shoujo, Doki Doki Literature Club, les jeux Steins;Gate, [...].

#### Zero Force Translations
Zero Force Translations est un groupe de traducteurs amateurs travaillant sur de nombreux visual novels connus tels que Little Busters!, G Senjou no Maou (en), [...] ainsi que Planetarian ～chiisana hoshi no yume～, la série des Narcissu, [...].

### Traducteurs néerlandophones

#### visualnovels.nl
À l'origine, le groupe d'amateurs visualnovels.nl comptait promouvoir le genre en publiant des nouvelles sur leur site, fondé le 3 juin 2012. Seulement 9 jours plus tard, le 12 juin 2012, ils annoncèrent se lancer dans la traduction amatrice, en particulier d'œuvres courtes mais considérées comme qualitatives — ces dernières sont souvent d'origine en anglais, bien qu'il s'agit parfois d'œuvres originales en néerlandais — ; en l'occurrence, ce fut le domaine où ils eurent le plus d'impact. Au total, le groupe a traduit / aidé à la création 13 œuvres entre 2012 et 2014. Le dernier article du site web date du 7 décembre 2015.

## Promotion

### Promoteurs francophones

#### MonoType
MonoType (anciennement Type-Moon France jusqu'en 2015) est une association loi 1901 « œuvrant pour la promotion et la diffusion de la culture visuelle moderne japonaise : mangas, animes, visual novels, light novels, et bien d’autres ». Elle est active depuis 2012, et ses projets consistent en « la conception de produits [...] et des interviews exclusives des ayants-droit et personnes ayant travaillé sur les œuvres mises en avant ».

### Promoteurs néerlandophones

#### Yoran «yorhel» Heling
Il œuvre à la promotion du genre au travers du monde de par la fondation et le fait qu'il s'occupe encore de The Visual Novel Database.

#### anonl
Il promeut le genre notamment en développant des moteurs de jeu. Il est le contributeur principal du moteur VNDS et le développeur de NVList,, et aide également les créateurs de visual novels, en particulier les néerlandophones à l'instar du cercle Pegasi — principal utilisateur du moteur NVList par ailleurs — puisqu'il s'agit de sa langue natale,.

## Voir également
- Visual novel
- Sound novel (genre de jeu électronique)
- Jeu vidéo amateur
- Traduction amatrice de jeu vidéo